# Peacemaker (serie de televisión)
Peacemaker (El Pacificador en España) es una serie de televisión web de superhéroes estadounidense creada por James Gunn para el servicio de streaming HBO Max, basada en el personaje del mismo nombre de DC Comics. Es la primera y única serie de televisión del Universo extendido de DC (DCEU) y un spin-off de la película de 2021 El Escuadrón Suicida. Ambientada después de los eventos de la película, la serie explora más a fondo al asesino justiciero Christopher Smith / Peacemaker. Está producida por The Safran Company y Troll Court Entertainment en asociación con Warner Bros. Television, con Gunn como showrunner. La segunda temporada es producida por DC Studios y ambientada en el Universo DC (DCU), un "reinicio" del DCEU.
John Cena protagoniza el personaje principal, retomando su papel de El Escuadrón Suicida, con Danielle Brooks, Freddie Stroma, Chukwudi Iwuji, Jennifer Holland, Steve Agee y Robert Patrick. Gunn concibió Peacemaker después de observar la fuerza de Cena como actor dramático mientras rodaba El Escuadrón Suicida, y escribió los ocho episodios mientras completaba la película durante la pandemia de COVID-19. HBO Max ordenó que Peacemaker se convirtiera en serie en septiembre de 2020, y en los meses siguientes se realizó un casting adicional. El rodaje comenzó en Vancouver, Canadá, en enero de 2021, con Gunn dirigiendo cinco episodios. La producción terminó en julio. Gunn optó por utilizar canciones de hair metal para la banda sonora de la serie, incluyendo "Do Ya Wanna Taste It" de Wig Wam para los títulos de apertura; la secuencia de títulos presenta al reparto de la serie realizando un número de baile coreografiado. Se ordenó una segunda temporada en febrero de 2022, con Gunn nuevamente escribiendo todos los episodios. La temporada se integró con el DCU después de que Gunn fuera nombrado codirector ejecutivo de DC Studios. El rodaje se llevó a cabo en Trilith Studios en Atlanta, Georgia, de abril a noviembre de 2024.
Peacemaker se estrenó en HBO Max el 13 de enero de 2022, con sus tres primeros episodios. El resto de la primera temporada se emitió semanalmente hasta el 17 de febrero. Cada episodio tuvo más audiencia que el anterior, y el final de temporada batió el récord de audiencia en un solo día de un episodio original de HBO Max. La serie ha recibido críticas positivas, con elogios para la actuación de Cena y la dirección y escritura de Gunn. La segunda temporada se estrenará en Max en agosto de 2025. La serie ha sido nominada a varios premios, incluido un premio Primetime Creative Arts Emmy. Una serie derivada, Waller, está en desarrollo como parte del DCU.

## Premisa
Después de recuperarse de sus heridas en los eventos de The Suicide Squad (2021), Christopher Smith / Peacemaker regresa a su hogar, pero se ve obligado a trabajar con A.R.G.U.S en una misión clasificada como "Proyecto Butterfly" (Mariposa). Contra el tiempo, tendrá la misión de identificar y eliminar criaturas parásitas parecidas a mariposas que se han apoderado de cuerpos humanos en todo el mundo.

## Elenco y personajes

### Principales
- John Cena como Christopher Smith / Peacemaker: un justiciero hipócrita, egoísta, moralista y celoso que cree en lograr la paz a cualquier precio. James Gunn describió al personaje como un "superhéroe/supervillano/[el] idiota más grande del mundo".[3] Después de que Peacemaker mató a Rick Flag en The Suicide Squad (2021), las últimas palabras de Flag, "Peacemaker, qué chiste", tienen un gran impacto en él en la serie.
- Danielle Brooks como Leota Adebayo: la hija de la líder de ARGUS, Amanda Waller y miembro del Proyecto Butterfly. Gunn la describió como coprotagonista de la serie con una visión política diferente a la de Peacemaker.[5][6]
- Freddie Stroma como Adrian Chase / Vigilante: un justiciero psicópata y el autoproclamado mejor amigo de Peacemaker.[7]
- Chukwudi Iwuji como Clemson Murn: Un mercenario y líder del Proyecto Mariposa que informa directamente a Waller.[8]
- Jennifer Holland como Emilia Harcourt: una agente de la NSA que es ayudante de Amanda Waller y ARGUS para monitorear al Escuadrón Suicida.[9]
- Steve Agee como John Economos: el director de la penitenciaría Belle Reve y ayudante de Amanda Waller.[10]
- Robert Patrick como Auggie Smith / White Dragon: el padre racista de Peacemaker, que le proporciona tecnología para ayudarlo en su misión.[4][9]

### Recurrentes
- Annie Chang como Sophie Song: una detective de la policía de Evergreen que investiga las actividades de Peacemaker[8]
- Lochlyn Munro como Larry Fitzgibbon: el compañero de policía de Song[8]
- Christopher Heyerdahl como Caspar Locke: un asociado de Murn que se hace pasar por el nuevo capitán de policía de Evergreen para socavar la investigación de Song[8]
- Elizabeth Ludlow como Keeya Adebayo: la esposa de Leota[11]
- Rizwan Manji como Jamil: un conserje que trabaja en el hospital donde fue admitido Peacemaker[11]
- Nhut Le como Judomaster: un guardaespaldas que se especializa en artes marciales y trabaja para el senador Royland Goff.[12]
- Idris Elba como Robert DuBois / Bloodsport:
Un mercenario con un traje superavanzado que solo él puede usar. Después de dispararle a Superman con una bala de kryptonita, reduce su sentencia de prisión al unirse a la Task Force X para poder reunirse con su hija Tyla.[13] Elba fue originalmente elegido para interpretar a Floyd Lawton / Deadshot, reemplazando a Will Smith de la primera película, pero Warner Bros. y el director James Gunn decidieron finalmente que interpretara a un nuevo personaje, lo que le daría a Smith la oportunidad de regresar en una futura película.[14] Gunn no cambió la historia que había escrito para Elba y simplemente eligió a Bloodsport porque le gustaba el personaje en los cómics. La habilidad de los cómics del personaje para manifestar armas se adapta en la película como diferentes artilugios y armas transformadoras que provienen de su disfraz.[15]
- Daniela Melchior como Cleo Cazo / Ratcatcher 2: Una ladrona de bancos que heredó el manto de «Ratcatcher» (en español: "Cazador de ratas") de su padre, que puede controlar ratas y comunicarse con ellas, y tiene una rata como mascota llamada Sebastian.[16][17][15] Gunn la describió como el «corazón de la película» y señaló que es diferente de los otros personajes porque tuvo el amor de su padre mientras crecía, donde los otros personajes tenían relaciones problemáticas con sus progenitores.

### Invitados
- Alison Araya como Amber Calcaterra: una ciudadana de Evergreen y esposa de Evan[18]
- Lenny Jacobson como Evan Calcaterra: un ciudadano de Evergreen y esposo de Anber[18]
- Antonio Cupo como Royland Goff: un senador de los Estados Unidos y el anfitrión inicial del líder de las mariposas
- Mel Tuck como el vecino anciano de Auggie

Viola Davis repite su papel cinematográfico del DCEU como Amanda Waller en un cameo no acreditado,  al igual que Jason Momoa como Aquaman y Ezra Miller como The Flash. Los miembros de la Liga de la Justicia, Superman y Wonder Woman, también aparecen, representados por suplentes con los rostros oscurecidos. Además, Dee Bradley Baker da voz al águila calva mascota de Peacemaker, Eagly, y Stephen Blackehart da voz a Charlie the Gorilla. 

## Episodios
| Temporada | Temporada | Episodios | Episodios | Lanzamiento original | Lanzamiento original  | Lanzamiento original |
| Temporada | Temporada | Episodios | Episodios | Primera emisión      | Última emisión        | Cadena               |
| --------- | --------- | --------- | --------- | -------------------- | --------------------- | -------------------- |
|           | 1         | 8         | 8         | 13 de enero de 2022  | 17 de febrero de 2022 | HBO Max              |
|           | 2         | 8         | 8         | 21 de agosto de 2025 | TBA                   | HBO Max              |

### Temporada 1 (2022)
| N.º en serie | N.º en temp. | Título                        | Dirigido por       | Escrito por | Fecha de lanzamiento original |
| ------------ | ------------ | ----------------------------- | ------------------ | ----------- | ----------------------------- |
| 1            | 1            | «A Whole New Whirled»         | James Gunn         | James Gunn  | 13 de enero de 2022           |
| 2            | 2            | «Best Friends, For Never»     | James Gunn         | James Gunn  | 13 de enero de 2022           |
| 3            | 3            | «Better Goff Dead»            | James Gunn         | James Gunn  | 13 de enero de 2022           |
| 4            | 4            | «The Choad Less Traveled»     | Jody Hill          | James Gunn  | 20 de enero de 2022           |
| 5            | 5            | «Monkey Dory»                 | Rosemary Rodríguez | James Gunn  | 27 de enero de 2022           |
| 6            | 6            | «Murn After Reading»          | James Gunn         | James Gunn  | 3 de febrero de 2022          |
| 7            | 7            | «Stop Dragon My Heart Around» | Brad Anderson      | James Gunn  | 10 de febrero de 2022         |
| 8            | 8            | «It's Cow or Never»           | James Gunn         | James Gunn  | 17 de febrero de 2022         |

### Temporada 2
| N.º en serie | N.º en temp. | Título | Dirigido por  | Escrito por | Fecha de lanzamiento original |
| ------------ | ------------ | ------ | ------------- | ----------- | ----------------------------- |
| 9            | 1            | —      | James Gunn    | James Gunn  | 21 de agosto de 2025          |
| 10           | 2            | —      | Greg Mottola  | James Gunn  | —                             |
| 11           | 3            | —      | Greg Mottola  | James Gunn  | —                             |
| 12           | 4            | —      | Peter Sollett | James Gunn  | —                             |
| 13           | 5            | —      | —             | James Gunn  | —                             |
| 14           | 6            | —      | —             | James Gunn  | —                             |
| 15           | 7            | —      | —             | James Gunn  | —                             |
| 16           | 8            | —      | —             | James Gunn  | —                             |

## Producción

### Desarrollo
Mientras completaba el trabajo en The Suicide Squad (2021) en agosto de 2020 aprovechando la cuarentena por la pandemia de COVID-19, el escritor y director James Gunn comenzó a escribir una serie de televisión derivada centrada en los orígenes de Peacemaker, personaje interpretado por John Cena en la película. Gunn dijo que lo hizo "principalmente por diversión", pero se convirtió en una posibilidad real después de que DC Films le preguntó si había un personaje en The Suicide Squad sobre el que le gustaría hacer una serie de televisión derivada. El presidente de DC Films, Walter Hamada, explicó que el estudio estaba trabajando con los realizadores de su próxima lista de películas para intentar crear series de televisión derivadas interconectadas para el servicio de streaming, HBO Max basadas en esas películas.
HBO Max dio luz verde para la serie de Peacemaker   en septiembre, con Gunn escribiendo los ocho episodios de la primera temporada y dirigiendo cinco de ellos. Gunn y el productor de The Suicide Squad, Peter Safran como productores ejecutivos, y John Cena como coproductor ejecutivo. La serie es producida por Troll Court Entertainment de Gunn y The Safran Company en conjunto con Warner Bros. Television. En diciembre de 2020, Matt Miller se unió a la serie como productor ejecutivo. En agosto de 2021, Gunn dijo que quería hacer una segunda temporada de la serie y estaba comprometido a hacerlo si la serie era renovada por HBO Max.
HBO Max anunció una segunda temporada de Peacemaker en febrero de 2022, con Gunn listo para escribir y dirigir todos los episodios.  Ese abril, Discovery, Inc. y la empresa matriz de Warner Bros., WarnerMedia, se fusionaron para convertirse en Warner Bros. Discovery (WBD), dirigida por el presidente y director ejecutivo David Zaslav. Se esperaba que la nueva empresa reestructurara DC Entertainment y Zaslav comenzó a buscar un equivalente al presidente de Marvel Studios, Kevin Feige, para liderar la nueva subsidiaria.  Gunn y Safran fueron anunciados como copresidentes y codirectores ejecutivos de los recién formados DC Studios a fines de octubre de 2022.  Una semana después de comenzar con sus nuevos roles, la pareja había comenzado a trabajar con un grupo de escritores para desarrollar un plan de ocho a diez años para un nuevo Universo DC (DCU) que sería un "reinicio suave" del DCEU.  Gunn y Safran dijeron que algunos miembros del elenco de The Suicide Squad y Peacemaker regresarían al DCU, y que quedaría un "recuerdo aproximado" de esos eventos.  Debido a que Gunn estaba ocupado con sus nuevas responsabilidades, la segunda temporada de Peacemaker se suspendió hasta enero de 2023. 
Más tarde, en 2023, Gunn dijo que la segunda temporada era su próximo proyecto después de la película del DCU Superman (2025),  y dijo que sería parte de la lista de contenido del Capítulo Uno: Dioses y Monstruos del DCU.  En marzo de 2024, aclaró que la primera temporada no era canon para el DCU y dijo que la segunda temporada continuaría los eventos de Superman.  En ese momento, reveló que la filmación de la temporada se llevaría a cabo simultáneamente con Superman más tarde en 2024, con el interés de tener la temporada lista lo antes posible, por lo que ya no pudo dirigir todos los episodios.  Finalmente dirigió tres episodios, incluido el primero,  con Greg Mottola también dirigiendo dos episodios,  y Peter Sollett dirigiendo el cuarto episodio.

### Guion
Peacemaker extiende el mundo que Gunn construyó para The Suicide Squad, aunque no reveló cuándo se estableció la serie en relación con la película hasta después del estreno de la película. Dijo que la serie era una oportunidad para explorar problemas mundiales actuales a través del personaje principal. Gunn tardó ocho semanas en escribir la primera temporada, utilizando el tiempo asignado para que él tuviera un descanso entre su trabajo en The Suicide Squad y Guardians of the Galaxy Vol. 3 (2023). Eligió no tomarse un descanso debido a la pandemia. Gunn dijo que Peacemaker fue explorada "sin restricciones" de una manera similar a The Suicide Squad, pero más sólida, más tranquila y conociendo "un poco más sobre la sociedad" que la película.

### Casting
Se anunció que John Cena retomaría su papel de Peacemaker de The Suicide Squad en septiembre de 2020, y Steve Agee se unió al mes siguiente en su papel de John Economos, también de regreso de esa película. En noviembre, Jennifer Holland fue anunciada para volver como su personaje de The Suicide Squad Emilia Harcourt, junto con los cástines de Danielle Brooks como Leota Adebayo, Robert Patrick como Auggie Smith, y Chris Conrad como Adrian Chase / Vigilante, seguido al mes siguiente por Chukwudi Iwuji como Clemson Murn, con Lochlyn Munro como Larry Fitzgibbon, Annie Chang como la detective Sophie Song, y Christopher Heyerdahl como el Capitán Locke en papeles recurrentes. En febrero de 2021, se eligieron varios papeles recurrentes más: Elizabeth Ludlow como Keeya, Rizwan Manji como Jamil, Nhut Le como Judomaster, y Alison Araya y Lenny Jacobson como la pareja Amber y Evan. A finales de mayo, Freddie Stroma fue elegido para reemplazar a Conrad como Adrian Chase / Vigilante, después de que Conrad dejara la serie debido a diferencias creativas.
Cena confirmó que regresaría para la segunda temporada cuando se ordenó en febrero de 2022.  En julio de 2023, Gunn dijo que Stroma repetiría su papel de Vigilante en el DCU.  También repitiendo sus papeles de la primera temporada están Brooks, Holland y Agee.  En mayo de 2024, Frank Grillo se unió al elenco para la segunda temporada como Rick Flag Sr., repitiendo su papel de la serie animada de DCU Creature Commandos (2024).  Sol Rodríguez, David Denman y Tim Meadows fueron elegidos al mes siguiente, con Rodríguez interpretando a Sasha Bordeaux y Meadows elegido como Langston Fleury.

### Rodaje
A principios de noviembre de 2020 Gunn llegó a Vancouver, para una cuarentena de dos semanas antes de comenzar la producción de la serie. El rodaje comenzó el 15 de enero de 2021 en Toronto, bajo el título provisional «The Scriptures», con Michael Bonvillain como director de fotografía. Gunn eligió filmar en Vancouver porque quería que la serie se desarrollara en el noroeste del Pacífico y porque la producción sería más segura ya que Canadá estaba manejando la pandemia mejor que Estados Unidos. Gunn dirigió cinco de los episodios de la serie, con Jody Hill, Rosemary Rodríguez y Brad Anderson dirigiendo un episodio cada una. El rodaje concluyó el 11 de julio de 2021.
Luego del éxito de la primera temporada, 2 años después, James Gunn ha confirmado el 13 de abril de 2024, mediante su cuenta de Instagram, que se inició el rodaje de la segunda temporada.

#### Apertura
Gunn escribió el número de baile para los títulos de apertura de la serie en el guion porque pensó que sería divertido y porque quería decirle a la audiencia que esto sería diferente de otras series de televisión de superhéroes y que deberían esperar una sorpresa.  El guion describe la secuencia de baile como "la mejor escena de créditos de apertura de todos los tiempos" y "el baile más extraño que jamás hayas visto y todos en él son completamente y 100 por ciento serios". Gunn esperaba que la gente estuviera lo suficientemente interesada en la secuencia como para no usar el botón "Omitir introducción" que usan los servicios de transmisión, ya que sentía que era importante que los espectadores vieran los nombres de todos los que trabajaron en la serie.
El número de baile se filmó en medio del programa de filmación de la serie durante un día en el auditorio de una escuela secundaria. Cuenta con el elenco principal de la serie, así como estrellas invitadas de varios episodios, incluido Rizwan Manji, quien viajó a Canadá y pasó dos semanas de cuarentena por tercera vez solo para estar en la secuencia. Gunn había planeado originalmente que la secuencia se desarrollara en la sede del Proyecto Mariposa, pero descubrieron que era demasiado pequeña durante los ensayos. Cuando ubicaron el auditorio, le pidió a la diseñadora de producción Lisa Soper que lo vistiera como el escenario de un programa de variedades de la década de 1970. Finalmente descubrieron que esto tampoco funcionaba y, en cambio, se movieron hacia diseños más de la década de 1980, como los utilizados por la banda Kraftwerk. Gunn quería que el baile fuera extravagante y robótico, pero quería que todos los actores lo hicieran con mucha seriedad y estoicismo,  ya que sintió que reflejaba el equilibrio entre seriedad y tontería que tiene la serie. Gunn contrató a la coreógrafa Charissa-Lee Barton para que lo ayudara a planificar la secuencia, y solo más tarde descubrió que estaba casada con el actor Alan Tudyk, quien realizó muchas de las acciones para Barton mientras ella coreografiaba el baile.  Tudyk también sustituyó a Peacemaker durante el ensayo cuando Cena no estaba disponible.

## Música
Gunn reveló en junio de 2021 que Clint Mansell y Kevin Kiner estaban componiendo la partitura de la serie. Al igual que con sus largometrajes, Gunn seleccionó él mismo todas las canciones de la serie y las escribió en el guion.  Eligió el género musical hair metal porque pensó que era lo que Peacemaker escucharía, y porque había pasado los últimos años explorándolo después de no haber sido fanático anteriormente.  Estaba emocionado de llevar esas canciones, incluidas algunas de bandas nuevas y desconocidas, a una nueva audiencia como lo había hecho con la música pop anterior a la década de 1980 en la banda sonora de Guardians of the Galaxy (2014).  La secuencia del título de apertura de la serie incluye la canción " Do Ya Wanna Taste It " de Wig Wam. Gunn les dio listas de reproducción de canciones de hair metal a Mansell y Kiner como inspiración para la partitura de la serie, y discutió las "baladas melódicas sin disculpas" escritas por esas bandas. Mansell desarrolló los "trazos generales" de la música y Kiner desarrolló esas ideas.
Opening: 
- Do Ya Wanna Taste It - Wig Wam

Episodio 1
- Welcome to the Church of Rock N' Roll - Foxy Shazam

- Come on Come on - Nashville Pussy

- Summertime Girls - Y&T

- Night of Passion - The Poodles

- I Don't Love You Anymore - The Quireboys

- Love Bomb Baby - Tigertailz

Episodio 2
- 7 O' clock - The Quireboys

- Borderline Crazy - The Cruel Intentions

- Don't Treat Me Bad - Firehouse

- Drag Me Down - Santa Cruz

- Boots on Rocks Off - Dust Bowl Jokes

- Pumped Up kicks - John Murphy & Ralph Saenz aka Michael Starr

Episodio 3
- Powertrain - Enemies Swe

- Would You Love a Creature - Sister

- Six Feet Under - Kissin' Dynamite

- Choose me - BAND-MAID

- Push Push (Lady Lightning) - Bang Camaro

Episodio 4
- Beat The Bullet - Vain

- I Wanna Be With You - Pretty Boy Floyd

- Jawbreaker - The Cruel Intentions

- House Of Pain - Faster Pussycat

- Enemy in me - Vains Of Jenna

Episodio 5
- Fight Song - Sister Sin

- Sick Adrenaline - The Cruel Intentions

- 11th Street Kids - Hanoi Rocks

- The Both of Us - House of Lords

- How Come It Never Rains -The Dogs D'Amour

- Fallen Angel - Hanoi Rocks

- The Human Paradox - Dynazty

Episodio 6
- New Thing - Enuff Z'Nuff

- Monster - Reckless Love

- Home Sweet Home - Mötley Crüe (Piano Cover by John Cena)

- Kiss Me Deadly - Lita Ford

## Marketing
El primer avance de la serie se lanzó durante el evento virtual DC FanDome en octubre de 2021, junto con algunas imágenes detrás de escena. Los comentaristas discutieron el tono cómico del avance, sintiendo que era consistente con el trabajo de Gunn y Cena en The Suicide Squad, y también señalaron los indicios de que Leota de Brooks podría ayudar a Peacemaker a convertirse en una mejor persona durante la serie. El águila mascota de Peacemaker también fue un punto destacado del avance.

## Estreno
Peacemaker se estrenó el 13 de enero de 2022 en HBO Max, y constará de ocho episodios. Anteriormente se esperaba que se estrenara aproximadamente al mismo tiempo que The Suicide Squad en agosto de 2021. La serie fue lanzada en el Reino Unido el 22 de marzo, en Sky Max y Now.

## Recepción

### Audiencia
Según Whip Media, que realiza un seguimiento de los datos de audiencia de los 19 millones de usuarios de su aplicación TV Time en todo el mundo, Peacemaker fue la nueva serie más esperada de enero de 2022. Variety también la nombró una de las 40 series más esperadas de 2022. La empresa de análisis Samba TV, que recopila datos de audiencia de ciertos Smart TV y proveedores de contenido, informó que 638 000 hogares estadounidenses vieron el primer episodio durante los primeros cuatro días de su lanzamiento. Esto fue considerablemente más bajo que sus estimaciones para dos series recientes en el servicio de transmisión rival Disney+: The Book of Boba Fett (1,7 millones de hogares estadounidenses en sus primeros cinco días) y Hawkeye (1,5 millones de hogares estadounidenses durante su lanzamiento). Whip Media calculó que Peacemaker fue la tercera serie de transmisión original más alta para la audiencia estadounidense durante la semana de su estreno, detrás de The Book of Boba Fett y Cobra Kai de Netflix. Permaneció en esa posición en la lista durante las siguientes dos semanas, cayó al cuarto lugar durante las semanas en que se lanzaron los episodios sexto y séptimo y terminó en segundo lugar durante la semana del final de temporada.

### Respuesta crítica
El sitio web del agregador de reseñas Rotten Tomatoes informó un índice de aprobación del 94% con una calificación promedio de 7.7/10, según 89 reseñas. El consenso crítico del sitio web dice: "John Cena todavía está en forma sólida como Peacemaker, liderando un maldito buen momento que le da al escritor y director James Gunn permiso total para dejar volar su bandera anormal". Metacritic le dio un puntaje promedio ponderado de 70 sobre 100 basado en reseñas de 26 críticos, lo que indica "críticas generalmente favorables".
IGN le dio a los primeros tres episodios 8 de 10, diciendo que "El estreno de tres episodios ofrece un ridículo derribo del vigilantismo" mientras elogiaba las actuaciones y el humor del elenco. The Guardian le dio a los primeros tres episodios una puntuación de 3 sobre 5 escribiendo "El personaje de Suicide Squad de James Gunn obtiene su propia serie de HBO Max con resultados mixtos pero una actuación central ganadora".
La secuencia del título fue recibida con elogios de la crítica, con Matt Roush de TV Guide afirmando que "captura perfectamente el espíritu irónico de la serie".

## Spin-off
En enero de 2021, Gunn dijo que tenía ideas para más spin-offs televisivos de The Suicide Squad además de Peacemaker,  y confirmó que estaba trabajando en otro un año después.  En mayo de 2022, se reveló una serie con Amanda Waller, con Davis en negociaciones para repetir su papel. Christal Henry estaba escribiendo la serie, que se esperaba que se basara en las apariciones de Waller en Peacemaker. Al mes siguiente, Gunn dijo que la serie que había revelado anteriormente estaba separada de un posible proyecto de Amanda Waller, aunque habría "alguna combinación" de personajes de Peacemaker en ambos. El 31 de enero, Gunn y Safran dieron a conocer los primeros proyectos de su lista de DCU, que comienza con el Capítulo uno: Dioses y monstruos. El segundo proyecto en la pizarra fue Waller, y se confirmó que Davis retomaría su papel. Gunn dijo que la serie sería una continuación de Peacemaker porque la segunda temporada se retrasó mientras Gunn se enfocaba en el resto de la pizarra de DCU. Se reveló que Henry estaba trabajando en la historia general de DCU con Gunn y algunos otros escritores, y se estableció como co-showrunner de Waller junto a Jeremy Carver. Se esperaba que la serie se lanzara como un "aperitivo" para el DCU antes de la película de Gunn Superman: Legacy, cuyo lanzamiento esta programado para el 11 de julio de 2025.